# 長野県道144号本町中込停車場線
長野県道144号本町中込停車場線（ながのけんどう144ごう ほんまちなかごみていしゃじょうせん）は、長野県佐久市を走る一般県道。

## 概要

### 路線データ
- 起点：佐久市大字野沢字本町（野沢本町交差点、国道254号・長野県道145号相浜本町線交点）
- 終点：佐久市中込1丁目（小海線中込駅）

## 路線状況

### 道路施設
- 野沢橋（佐久市・千曲川）

## 地理

### 通過する自治体
- 長野県
  - 佐久市

### 交差・接続する道路
- 国道254号・長野県道145号相浜本町線 - 佐久市大字野沢字本町（野沢本町交差点、起点）
- 長野県道120号三分中込線 - 佐久市中込3丁目（橋場交差点）
- 長野県道2号川上佐久線 - 佐久市中込3丁目（橋場交差点）・中込1丁目（中込駅入口交差点）間